# National Library of Guyana
Die National Library of Guyana (früher: Carnegie Free Library, Georgetown Free Public Library, Free Public Library) ist die Nationalbibliothek von Guyana und dient als Bibliothek für die Verwaltung der Pflichtexemplare (legal deposit) und Urheberrechte (copyright). Im Gegensatz zu anderen Nationalbibliotheken dient sie auch als Öffentliche Bibliothek und ist das Hauptquartier des Guyana’s Public Library Service mit mehreren Zweigstellen im Land. Die Bibliothek wurde 1909 gegründet und steht an der Ecke der Church Street mit der Main Street im Zentrum der Hauptstadt Georgetown.
2007 hatte die Bibliothek eine Sammlung von 397.893 Büchern und 22.058 Mitglieder. Die Sammlung umfasst auch die Schriften und Aufzeichnungen von Arthur James Seymour und Ian McDonald.

## Geschichte

### Anfänge: Carnegie Free Public Library
Die National Library of Guyana geht auf eine Initiative des schottisch-US-amerikanischen Philanthropen Andrew Carnegie zurück, der 1907 einen Betrag von 7.000 Pfund spendete, um den Bau einer öffentlichen Bibliothek in Georgetown in Britisch-Guayana zu ermöglichen. Die Initiative war Teil einer von Carnegie organisierten und geförderten Bibliothekserweiterung in der gesamten Karibik, und die Nationalbibliothek von Guyana war eine von zahlreichen Carnegie-Bibliotheken, die im frühen 20. Jahrhundert in der Region gebaut wurden.
1907 ernannte der Gouverneur der Kolonie, F. M, Hodson, ein provisorisches Komitee, um einen Vorschlag zur Gründung einer öffentlichen Bibliothek mit den von Carnegie bereitgestellten Mitteln umzusetzen. Im Juli 1908 wurde die Ordinance No. 12 von 1908, bekannt als „Public Free Library Ordinance“ („Verordnung zur öffentlichen freien Bibliothek“), verabschiedet, welche die Instandhaltung der Bibliothek dem Bürgermeister und dem Stadtrat von Georgetown sowie dem Vereinigten Gericht (Combined Court) anvertraute. Der Bau des Bibliotheksgebäudes begann am 28. April 1908, als der Grundstein gelegt wurde.
Im September 1909 wurde die Bibliothek, die zunächst Carnegie Free Library und später Georgetown Public Free Library hieß, für die Öffentlichkeit geöffnet. Anfangs funktionierte sie nach einem geschlossenen Zugangssystem, bei dem die Öffentlichkeit durch ein Eisengitter von den Büchern getrennt war und Bestellungen schriftlich durch ein kleines Fenster an den Bibliothekar weitergegeben wurden. Die Bibliothek wurde mit einem anfänglichen Buchbestand von 57.000 Büchern eröffnet, die vom Bibliothekar der Westminster Public Libraries auf Ersuchen der Crown Agents of the Colonies ausgewählt und mit einem Budget von 900 £ gekauft wurden. Zum Zeitpunkt der Eröffnung hatten sich 1.500 Mitglieder eingeschrieben. Der erste Bibliothekar war Emily Murray, der von 1909 bis 1940 der Bibliothek vorstand. Am 4. April 1910 eröffnete die Bibliothek ihren Leih-Service mit einem Bestand von 5.700 Büchern.

### Entwicklungen: Die Georgetown Free Public Library (1911–1949)
1934 gab die Carnegie Corporation of New York einen Bericht über die Carnegie-Bibliotheken in den britischen und amerikanischen Kolonien in der Karibik in Auftrag. Er wurde von Ernest Savage, dem Sekretär der Library Association des Vereinigten Königreichs, erstellt. Savages Bericht führte zu einem Zuschuss von 10.000 US-Dollar für ein zentralisiertes Bibliothekssystem in der östlichen Karibik und der Region Britisch-Guayana, in das die Georgetown Public Free Library integriert wurde. 1940 führte die Bibliothek ein Open-Access-System ein, bei dem die Mitglieder in den Regalen stöbern und Bücher auswählen konnten, was die Mitgliederzahlen dramatisch erhöhte.

### Erweiterung: Die Freie Öffentliche Bibliothek (1950–1971)
1950 verabschiedete die Regierung von Britisch-Guayana eine wichtige Gesetzesänderung in Bezug auf die Georgetown Public Free Library, die den Titel Ordinance 13 von 1950 oder „Public Free Library Ordinance“ erhielt. Diese Änderung erweiterte den Umfang der staatlichen Verpflichtung gegenüber dem öffentlichen Bibliotheksdienst auf Zweigstellen und andere Bibliotheksdienste in der gesamten Kolonie. Von diesem Moment an wurde die Georgetown Free Public Library zum Hauptsitz eines nationalen öffentlichen Bibliotheksdienstes und wurde in Free Public Library umbenannt. Im August 1950 kam der stellvertretende Direktor der Eastern Caribbean Regional Library, J. Smeaton, nach Britisch-Guayana, um die Bibliothekarin Ruby Franker bei der Reorganisation der Public Free Library und der Entwicklung eines ländlichen Bibliotheksdienstes zu beraten, der Bibliotheksdienste für Gebiete außerhalb der großen Städte, Gemeinden und Siedlungen Guyanas bereitstellen sollte.
Nach der Verordnung von 1950 begann die Public Free Library, ihre Reichweite in ganz Guyana auszudehnen, indem in größeren Siedlungsgebieten Zweigstellen eingerichtet und eine Reihe zusätzlicher Dienste eingeführt wurden. Die erste Zweigstelle der Public Free Library wurde am 23. April 1953 in New Amsterdam eröffnet. Ihr anfänglicher Bestand umfasste 2.000 Bücher, und der Bibliothek wurde ein jährlicher Zuschuss von 1.000 Dollar vom Stadtrat von New Amsterdam garantiert. Im Februar 1955 wurde in der Township MacKenzie (heute Teil von Linden) eine Zweigstelle mit einem Bestand von 3.021 Büchern eröffnet. Das Bibliotheksgebäude wurde von der Demerara Bauxite Company (DEMBA) zur Verfügung gestellt.
1950 führte die Public Free Library gemäß den Empfehlungen von Smeaton einen ländlichen Bibliotheksdienst ein. Das erste ländliche Bibliothekszentrum (Rural Library Centre) wurde am 27. August 1950 in Hague Village an der Westküste von Demerara in Region 3 gegründet. Es folgten die Gründung ländlicher Bibliothekszentren in Stanleytown (Januar 1951), Agricola (Mai 1951), Bagotsville (Juni 1952), der Essequibo Boys School (Februar 1953) und der Enmore Government School (Mai 1954).
Am 1. Dezember 1966 dem Jahr der Unabhängigkeit Guyanas, übernahm die Free Public Library vom Roten Kreuz die Gefängnisbibliothek. Der Dienst wurde auf die Gefängnisse in Georgetown, New Amsterdam, Mazaruni und Sibley Hall ausgeweitet.
1970 begann die Public Free Library mit einem mobilen Dienst, nachdem das britische Ministerium für Überseeentwicklung der Bibliothek in diesem Jahr eine mobile Bibliothek geschenkt hatte. Die ersten Gebiete, die vom mobilen Dienst bedient wurden, waren Tocville und Peter’s Hall.

### Nationalbibliothek (1972-heute)
1972 wurde die Verordnung über die öffentliche freie Bibliothek geändert und ein neues Gesetz verabschiedet – das Gesetz über Veröffentlichungen und Zeitungen (Gesetz 4 von 1972 – Publication and Newspapers Act, Act 4) – um die öffentliche freie Bibliothek als Nationalbibliothek zu etablieren, mit der zusätzlichen Aufgabe, als Aufbewahrungsort für in Guyana gedruckte Bücher zu dienen. Um ihre neuen Aufgaben als öffentliche und nationale Bibliothek widerzuspiegeln, wurde die Bibliothek in Nationalbibliothek von Guyana umbenannt. Diese Gesetzesänderungen übertrugen der Nationalbibliothek von Guyana auch die Aufgabe, eine Guyanische Nationalbibliographie zu erstellen.
1969 startete die Nationalbibliothek einen Baufonds (Building Fund Appeal), um Geld für den Ausbau des Bibliotheksgebäudes in Georgetown um ein drittes Stockwerk zu sammeln. Die britische Regierung wurde um Unterstützung gebeten und stiftete 1973 Stahlrahmen für den Anbau. 1997 genehmigte die Regierung von Guyana die Erweiterungspläne und stellte Gelder für die Arbeiten zur Verfügung, die im folgenden Jahr begannen.
1993 kaufte und installierte die Nationalbibliothek ihre ersten Computer und im Jahr 2002 richtete sie einen kostenlosen Internetdienst ein.
2013 feierte die Nationalbibliothek von Guyana ihr hundertjähriges Bestehen. Sie würdigte das Ereignis mit einer Reihe öffentlicher Lesungen und Diskussionen, die sich auf mündliche und folkloristische Erzähltraditionen in Guyana konzentrierten.

## Zweigstellen
Die National Library of Guyana hat fünf Zweigstellen in verschiedenen Teilen des Landes:
- New Amsterdam Branch Library (gegründet 1953)
- Linden (früher MacKenzie) Branch Library (gegründet 1955)
- Ruimveldt Branch Library (gegründet 1975)
- Bagotville Branch Library
- Corriverton Branch Library (gegründet 1993)

## Diesleitungen

### National Library Services
Seit 1972 fungiert die Nationalbibliothek von Guyana als gesetzliche Urheberrechtsbibliothek für die Republik Guyana. Als solche hat sie Anspruch auf ein Exemplar jeder in Guyana gedruckten Publikation und ist für die Aufbewahrung und Erhaltung dieser nationalen Sammlung verantwortlich. Seitdem ist die Nationalbibliothek auch für die Zusammenstellung und Aufbewahrung der guyanischen Nationalbibliografie verantwortlich, einer umfassenden Liste aller in Guyana gedruckten Veröffentlichungen. Die guyanische Nationalbibliografie wird seit 1973 veröffentlicht.

### Public Library Services
Als öffentliche Bibliothek bietet die Nationalbibliothek von Guyana einen landesweiten Bibliotheksdienst. Zusätzlich zu ihren Auskunfts- und Ausleihabteilungen betreibt die Zentralbibliothek in Georgetown eine Jugendbibliothek (Juvenile Department), einen Schallplattendienst (phonograph records service, gegründet 1969) und einen Spielzeugbibliotheksdienst (toy library service, gegründet 1981). Seit 2002 bietet sie auch einen kostenlosen Internetdienst an. Gebiete in Guyana, die nicht von der Zentralbibliothek oder ihren fünf Zweigstellen bedient werden, werden vom ländlichen Bibliotheksdienst (Rural Library Service), dem Mobilen Service (Mobile Service) und dem Gefängnisdienst (Prison Service) versorgt.

### Rural Library Service
Der Rural Library Service wurde 1950 mit der Gründung eines Rural Library Centres in Hague Village im August desselben Jahres ins Leben gerufen. Im Jahr 2012 betrug die Zahl der ländlichen Bibliothekszentren im ganzen Land 21. Es gibt ländliche Bibliothekszentren in Aishalton, Albion, Anna Regina, Bartica, Buxton, Crabwood Creek, Hague Village, Mocha, Lethem, Santa Mission und Woodley Park. Ländliche Bibliothekszentren werden von ehrenamtlichen Bibliothekaren und Assistenten verwaltet. 1955 wurde ein Ausbildungsprogramm für alle ehrenamtlichen Assistenten in den ländlichen Bibliothekszentren eingeführt.

### Mobile Service
Der 1970 eingeführte mobile Dienst versorgt Gebiete, die nicht von der Nationalbibliothek, ihren Zweigstellen oder den ländlichen Zentren abgedeckt werden. Die Nationalbibliothek von Guyana betreibt zwei mobile Dienste, den ersten, der 1970 eingeführt wurde (und Gebiete wie Tucville, Peter’s Hall, Houston, Providence und Soesdyke bedient), und den zweiten, der 1976 eingeführt wurde.

### Prison Service
Der 1966 eröffnete Gefängnisdienst versorgt die Gefängnisse in Georgetown, New Amsterdam, Mazaruni und Sibley Hall mit Bibliotheksdiensten. Die Bestände des Gefängnisdienstes werden von Gefängnisbeamten verwaltet, die eine entsprechende Ausbildung erhalten.